# Alan Arkin

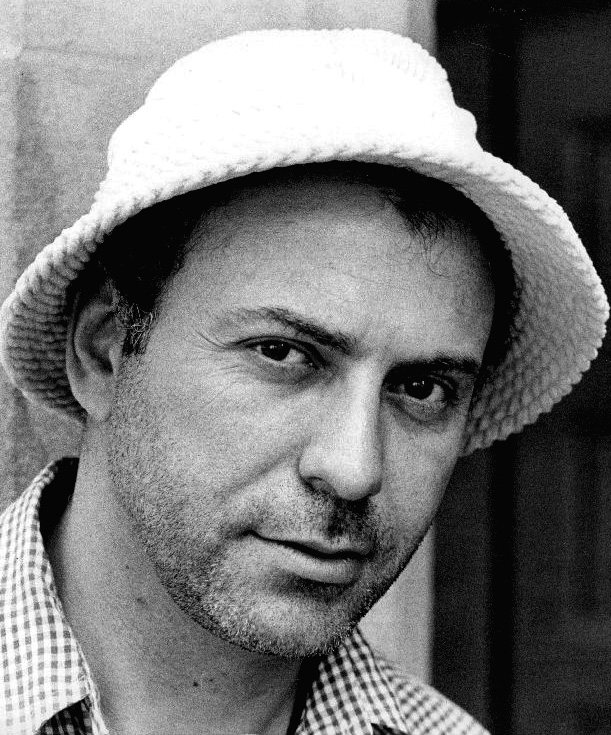
Alan Arkin in 1975

Alan Wolf Arkin (New York, 26 maart 1934 – Carlsbad (Californië), 29 juni 2023) was een Amerikaans acteur. Hij won voor zijn aandeel in Little Miss Sunshine in 2007 een Academy Award voor Beste Mannelijke Bijrol, nadat hij eerder twee keer voor de Oscar voor beste hoofdrol was genomineerd. Arkin heeft daarnaast meer dan vijftien andere filmprijzen op zijn naam staan, waaronder een BAFTA Award en een Golden Globe.

## Biografie

### Vroege jaren
Arkin was de zoon van Beatrice Arkin-Wortis, lerares, en David I. Arkin, tekenaar en schrijver, die meestal werkte als leraar. Arkin groeide op in een Joods gezin, maar er werd weinig waarde gehecht aan het jodendom. Zijn opa aan moeders zijde was een emigrant uit Odessa (Oekraïne). Het gezin verhuisde van New York naar Los Angeles toen Arkin elf jaar was, maar een acht maanden durende staking bij Hollywood, kostte Arkins vader een baan als decorontwerper, die hij graag had willen hebben.

### Carrière
Arkin is een van de weinige acteurs die voor een debuutrol een Oscar-nominatie kregen in de categorie "Beste acteur". Hij kreeg deze voor zijn optreden in The Russians Are Coming, the Russians Are Coming in 1966. Twee jaar later werd hij opnieuw genomineerd voor The Heart Is a Lonely Hunter.
Arkin speelde zowel komische als dramatische rollen, die beide door publiek en critici goed werden ontvangen. Films waarin hij speelde en waarvoor hij al dan niet nominaties kreeg, zijn: Wait Until Dark, als de moordende stalker van Audrey Hepburns personage; Catch-22 van regisseur Mike Nichols; The Seven-Per-Cent Solution als Sigmund Freud; Little Murders, geschreven door Jules Feiffer en geregisseerd door Arkin zelf; The In-Laws, met tegenspeler Peter Falk; en Little Miss Sunshine, waarvoor hij zijn derde Oscar-nominatie kreeg in de categorie "Beste bijrol". Op 11 februari 2007 ontving hij een BAFTA Award voor "Beste acteur in een bijrol", voor zijn vertolking van opa Edwin Hoover in Little Miss Sunshine. Niet veel later kreeg hij voor deze rol ook een Oscar. De toen 72 jaar oude Arkin was daarmee de op zes na oudste winnaar van de Oscar in de categorie "Beste bijrol". In 2013 werd Arkin wederom genomineerd voor een Oscar, ditmaal voor zijn bijrol in de film Argo.
In 2019 kreeg Arkin een ster op de Hollywood Walk of Fame.

### Privéleven
Arkin trouwde drie keer. Met zijn eerste vrouw met wie hij van 1955 tot 1960 was getrouwd, had hij twee zoons: Adam Arkin (1957) en Matthew Arkin (1960), ook acteurs. In 1967 kreeg hij een zoon Anthony met actrice en scenarioschrijfster Barbara Dana; ze waren van 1966 tot 1994 getrouwd. In 1996 hertrouwde hij met een psychotherapeute.
Arkin overleed op 89-jarige leeftijd in zijn huis in het Californische Carlsbad.

## Filmografie
- 1966 - The Russians Are Coming, the Russians Are Coming - Luitenant Rozanov
- 1967 - Wait Until Dark - Harry Roat
- 1967 - Woman Times Seven - Fred
- 1968 - Inspector Clouseau - Inspecteur Jacques Clouseau
- 1968 - The Heart Is a Lonely Hunter - John Singer
- 1969 - Popi - Abraham
- 1969 - The Monitors - cameo
- 1970 - Catch-22 - Kapitein John Yossarian
- 1971 - Little Murders - Luitenant Practice
- 1972 - Deadhead Miles - Cooper
- 1972 - Last of the Red Hot Lovers - Barney Cashman
- 1974 - Freebie and the Bean - Bean
- 1975 - Rafferty and the Gold Dust Twins - Rafferty
- 1975 - Hearts of the West - Bert Kessler
- 1976 - The Seven-Per-Cent Solution - Dr. Sigmund Freud
- 1977 - Fire Sale - Ezra Fikus
- 1979 - The In-Laws - Sheldon S. Kornpett, D.D.S.
- 1979 - The Magician of Lublin - Yasha Mazur
- 1980 - Simon - Professor Simon Mendelssohn
- 1981 - Full Moon High - Dr. Brand
- 1981 - Improper Channels - Jeffrey Martley
- 1981 - Chu Chu and the Philly Flash - Flash
- 1984 - The Return of Captain Invincible - Captain Invincible
- 1985 - Joshua Then and Now - Reuben Shapiro
- 1985 - Bad Medicine - Dr. Ramón Madera
- 1986 - Big Trouble - Leonard Hoffman
- 1987 - Escape from Sobibor  - Leon Feldhendler
- 1990 - Coupe de Ville - Fred Libner
- 1990 - Edward Scissorhands - Bill
- 1991 - The Rocketeer - A. "Peevy" Peabody
- 1992 - Glengarry Glen Ross - George Aaronow
- 1993 - Samuel Beckett Is Coming Soon - The Director
- 1993 - Indian Summer - Unca Lou Handler
- 1994 - North - Judge Buckle
- 1995 - Steal Big Steal Little - Lou Perilli
- 1995 - The Jerky Boys - Ernie Lazarro
- 1996 - Mother Night - George Kraft
- 1997 - Grosse Pointe Blank - Dr. Oatman
- 1997 - O Que É Isso, Companheiro? - Charles Burke Elbrick
- 1997 - Gattaca - Det. Hugo
- 1998 - Slums of Beverly Hills - Murray Samuel Abromowitz
- 1999 - Jakob the Liar - Frankfurter
- 2000 - Magicians - Milo
- 2000 - Arigo
- 2001 - America's Sweethearts - Wellness Guide
- 2001 - Thirteen Conversations About One Thing - Gene
- 2004 - Noel - Artie Venzuela
- 2004 - Eros - Dr. Pearl/Hal
- 2006 - Firewall - Arlin Forester
- 2006 - Little Miss Sunshine - Edwin Hoover
- 2006 - Raising Flagg - Flagg Purdy
- 2006 - The Santa Clause 3: The Escape Clause - Bud Newman
- 2006 - The Novice - Father Benkhe
- 2007 - Rendition - Senator Hawkins
- 2008 - Get Smart - The Chief
- 2008 - Marley & Me - Arnie Klein
- 2008 - Sunshine Cleaning - Joe Lorkowski
- 2009 - City Island - Michael Malakov
- 2009 - The Private Lives of Pippa Lee - Herb Lee
- 2011 - The Convincer - Gorvy Hauer
- 2011 - The Change-Up - Mitch' dad
- 2011 - The Muppets - Tour guide
- 2012 - Argo - Lester Regal
- 2013 - The Incredible Burt Wonderstone - Rance Holloway
- 2017 - Going in Style - Albert Garner
- 2018 & 2019 - The Kominsky Method - Norman
- 2019 - Dumbo - J. Griffin Remington
- 2020 - Spenser Confidential - Henry
- 2022 - Minions: The Rise of Gru - Wild Knuckles (stem)